# Гринуэй, Джордан
Джордан Гринуэй (англ. Jordan Greenway; род. 16 февраля 1997, Кантон, Нью-Йорк) — американский хоккеист, нападающий клуба «Баффало Сейбрз» и сборной США по хоккею.

## Карьера

### Клубная
На драфте НХЛ 2015 года был выбран во 2-м раунде под общим 50-м номером клубом «Миннесота Уайлд». Он продолжил свою хоккейную карьеру в «Бостон Юниверсити Терьерс», команду представляющую Бостонский университет. За эту команду он отыграл три сезона, набирая более 30 очков два сезона подряд.
26 марта 2018 года подписал с «Миннесотой» трёхлетний контракт новичка. Дебютировал в НХЛ 27 марта в матче с «Нэшвилл Предаторз», который «Предаторз» выиграли 2:1 в серии буллитов. Новый сезон он начал в составе фарм-клуба «Айова Уайлд», но после пяти игр в одной из которых он оформил хет-трик, был возвращен в состав «Миннесоты». 29 октября 2018 года в матче с «Ванкувер Кэнакс» забросил свою первую шайбу в НХЛ; матч завершился победой «Ванкувера» со счётом 5:2.
31 января 2022 года подписал с «Миннесотой» новый трёхлетний контракт.
3 марта 2023 года, в последний день дедлайна, был обменян в «Баффало Сейбрз» на пик второго раунда-2023, а также пик пятого раунда-2024.

### Международная
В составе юниорской сборной играл на ЮЧМ-2015, на котором стал чемпионом мира. На турнире заработал 7 очков (1+6).
В составе молодёжной сборной играл на МЧМ-2017, на котором завоевал золотые медали. На турнире заработал 8 очков (3+5) и стал третьим игроком американской сборной по набранным очкам. В том же году играл за сборной США на ЧМ-2017, на котором американцы вылетели в 1/4 финала, проиграв сборной Финляндии со счётом 2:0.
Играл за сборную США на ОИ-2018, на которых американцы остались без медалей, проиграв в 1/4 финала сборной Чехии в серии буллитов со счётом 3:2.

## Статистика

### Международная
| Год                                    | Сборная                                | Турнир                                 | Место                                  |    | И | Г  | П  | О  | Штр |
| 2014                                   | США (юн.)                              | U17                                    | 1                                      | 6  | 3 | 2  | 5  | 12 |     |
| 2015                                   | США (юн.)                              | ЮЧМ                                    | 1                                      | 7  | 1 | 6  | 7  | 4  |     |
| 2017                                   | США (мол.)                             | МЧМ                                    | 1                                      | 7  | 3 | 5  | 8  | 2  |     |
| 2017                                   | США                                    | ЧМ                                     | 5                                      | 8  | 0 | 0  | 0  | 0  |     |
| 2018                                   | США                                    | ОИ                                     | 7                                      | 5  | 1 | 0  | 1  | 10 |     |
| Всего на юниорском и молодёжном уровне | Всего на юниорском и молодёжном уровне | Всего на юниорском и молодёжном уровне | Всего на юниорском и молодёжном уровне | 20 | 7 | 13 | 20 | 18 |     |
| Всего на взрослом уровне               | Всего на взрослом уровне               | Всего на взрослом уровне               | Всего на взрослом уровне               | 13 | 1 | 0  | 1  | 10 |     |